# Сліпі-Голлоу (Нью-Йорк)
Сліпі-Голлоу (англ. Sleepy Hollow) — селище (англ. village) в США, в окрузі Вестчестер штату Нью-Йорк. Населення — 9986 осіб (2020).

## Географія
Сліпі-Голлоу розташоване за координатами 41°5′51″ пн. ш. 73°52′11″ зх. д. / 41.09750° пн. ш. 73.86972° зх. д. (41.097514, -73.869641). За даними Бюро перепису населення США в 2010 році селище мало площу 13,16 км², з яких 5,60 км² — суходіл та 7,56 км² — водойми.

## Демографія
Згідно з переписом 2010 року, у селищі мешкало 9870 осіб у 3462 домогосподарствах у складі 2355 родин. Густота населення становила 750 осіб/км². Було 3637 помешкань (276/км²).
Расовий склад населення:
| - 61,0 % — білих - 6,2 % — чорних або афроамериканців - 3,3 % — азіатів - 0,8 % — корінних американців - 23,5 % — осіб інших рас |

До двох чи більше рас належало 5,2 %. Частка іспаномовних становила 51,0 % від усіх жителів.
За віковим діапазоном населення розподілялося таким чином: 25,3 % — особи молодші 18 років, 61,9 % — особи у віці 18—64 років, 12,8 % — особи у віці 65 років та старші. Медіана віку мешканця становила 36,7 року. На 100 осіб жіночої статі у селищі припадало 94,2 чоловіків; на 100 жінок у віці від 18 років та старших — 93,4 чоловіків також старших 18 років.
Середній дохід на одне домашнє господарство становив 98 834 долари США (медіана — 52 740), а середній дохід на одну сім'ю — 118 672 долари (медіана — 57 069). Медіана доходів становила 50 203 долари для чоловіків та 40 305 доларів для жінок. За межею бідності перебувало 18,6 % осіб, у тому числі 26,2 % дітей у віці до 18 років та 13,7 % осіб у віці 65 років та старших.
Цивільне працевлаштоване населення становило 4553 особи. Основні галузі зайнятості: освіта, охорона здоров'я та соціальна допомога — 20,9 %, науковці, спеціалісти, менеджери — 15,7 %, мистецтво, розваги та відпочинок — 11,4 %, фінанси, страхування та нерухомість — 11,0 %.